# Chafijjat Abu Kalkal
Chafijjat Abu Kalkal (arab. خفية أبو قلقل) – wieś w Syrii, w muhafazie Aleppo, w dystrykcie Manbidż. W 2004 roku liczyła 523 mieszkańców.